# Texella spinoperca
Texella spinoperca is een hooiwagen uit de familie Phalangodidae.